# Wiktor Trofimow (1938–2013)
Wiktor Iwanowycz Trofimow, ukr. Віктор Іванович Трофімов, ros. Wiktor Iwanowicz Trofimow, Виктор Иванович Трофимов (ur. 22 marca 1938 w Leningradzie, zm. 1 października 2013 w Równem) – ukraiński żużlowiec.

## Życiorys

### Kariera sportowa
Siedmiokrotny medalista drużynowych mistrzostw świata. Dwukrotny finalista indywidualnych mistrzostw świata (1972, 1975). Złoty medalista indywidualnych mistrzostw Związku Radzieckiego (1967). Pięciokrotny złoty medalista indywidualnych mistrzostw Ukrainy (1961, 1964, 1965, 1966, 1969).

### Życie prywatne
Ojciec Wołodymyra Trofimowa i dziadek Wiktora Trofimowa, również żużlowców.

## Przynależność klubowa
ZSRR
- Raduga Równe (1962–1979)
- Signal Równe (1980–1982)
- SK Lokomotīve Dyneburg (1987)

## Osiągnięcia

### Indywidualne Mistrzostwa Świata
- 1972 -  Londyn - 9. miejsce - 6 pkt → wyniki
- 1975 -  Londyn - 8. miejsce - 8 pkt → wyniki

### Drużynowe Mistrzostwa Świata
- 1965 -  Kempten (Allgäu) - 4. miejsce - 0 pkt / 7 pkt
- 1966 -  Wrocław - srebrny medal - 6 pkt / 25 pkt
- 1967 -  Malmö - brązowy medal - 4 pkt / 19 pkt
- 1969 -  Rybnik - brązowy medal - 0 pkt / 23 pkt
- 1971 -  Wrocław - srebrny medal - NS / 22 pkt
- 1972 -  Olching - srebrny medal - 5 + 1 pkt / 21 + 7 pkt
- 1973 -  Londyn - brązowy medal - 2 pkt / 20 pkt
- 1975 -  Norden - srebrny medal - 8 pkt / 29 pkt
- 1976 -  Londyn - 4. miejsce - 0 pkt / 11 pkt

### Indywidualne Mistrzostwa ZSRR
- 1960 - 7. miejsce
- 1961 - 12. miejsce
- 1963 - 8. miejsce
- 1964 - brązowy medal
- 1965 - 4. miejsce
- 1966 - 4. miejsce
- 1967 - złoty medal
- 1968 - 10. miejsce
- 1969 - brązowy medal
- 1971 - 4. miejsce
- 1972 - 15. miejsce
- 1974 - 5. miejsce
- 1975 - 6. miejsce
- 1979 - 13. miejsce

### Indywidualne Mistrzostwa Ukrainy
- 1961 - złoty medal
- 1962 - srebrny medal
- 1963 - srebrny medal
- 1964 - złoty medal
- 1965 - złoty medal
- 1966 - złoty medal
- 1967 - srebrny medal
- 1969 - złoty medal
- 1979 - brązowy medal
- 1982 - srebrny medal
- 1987 - brązowy medal
- 1992 - 5. miejsce